# Ski acrobatique aux Jeux olympiques de 1992
Pour des articles plus généraux, voir Ski acrobatique aux Jeux olympiques et Jeux olympiques d'hiver de 1992.
Navigation
Calgary 1988
(démonstration) Lillehammer 1994
Les épreuves de ski acrobatique aux Jeux olympiques d'hiver de 1992 se déroulent à Tignes du 12 au 13 février 1992. Seule l'épreuve de bosses est retenue comme épreuve olympique, les autres épreuves sont des épreuves de démonstration.

## Podiums
| Épreuve  | Or               | Argent                 | Bronze               |
| -------- | ---------------- | ---------------------- | -------------------- |
| Bosses F | Donna Weinbrecht | Elizaveta Kozhevnikova | Stine Lise Hattestad |
| Bosses H | Edgar Grospiron  | Olivier Allamand       | Nelson Carmichael    |

## Podiums non officiels
| Épreuve   | Or               | Argent           | Bronze         |
| --------- | ---------------- | ---------------- | -------------- |
| Saut F    | Colette Brand    | Marie Lindgren   | Elfie Simchen  |
| Saut H    | Philippe LaRoche | Nicolas Fontaine | Didier Méda    |
| Acroski F | Conny Kissling   | Cathy Féchoz     | Sharon Petzold |
| Acroski H | Fabrice Becker   | Rune Kristiansen | Lane Spina     |